# 安德烈亚·巴尔迪尼
安德烈亚·巴尔迪尼（義大利語：Andrea Baldini，1985年12月19日—），意大利男子击剑运动员。他曾参加2012年和2016年夏季奥运会击剑比赛，共获得1枚金牌。他曾因药检不过关被禁赛6个月。